# Quirihue
Quirihue is een gemeente in de Chileense provincie Itata in de regio Ñuble. Quirihue telde 11.594 inwoners in 2017 en heeft een oppervlakte van 589 km².
- Library of Congress Control Number: no2002035594
- Nationale Bibliotheek van Israël: 987007469748405171
- Virtual International Authority File: 159779774